# Verbania Calcio
Verbania Calcio (wł. Associazione Sportiva Dilettantistica Verbania Calcio) – włoski klub piłkarski, mający siedzibę w mieście Verbania, w północno-zachodniej części kraju, grający od sezonu 2020/21 w rozgrywkach Eccellenza Piemonte-Valle d'Aosta.

## Historia
Chronologia nazw:
- 1932: Unione Sportiva Verbania
- 1936: Associazione Calcio Intra
- 1939: Verbania Sportiva
- 1959: Società Sportiva Verbania Calcio – po fuzji z SS Libertas Pallanza
- 1972: Associazione Sportiva Verbania
- 1973: Associazione Sportiva Verbania Calcio
- 2003: Associazione Sportiva Dilettantistica Calcio Verbania
- 2006: klub rozwiązano
- 2006: Associazione Sportiva Dilettantistica Amici del Verbania
- 2008: Associazione Sportiva Dilettantistica Calcio Verbania
- 2011: Società Sportiva Dilettantistica Verbania Calcio 1959
- 2016: klub zawieszono
- 2016: Associazione Sportiva Dilettantistica Calcio Verbania – po reorganizacji ASDC Virtus Verbania
- 2017: Associazione Sportiva Dilettantistica Città di Verbania – po odkupieniu tytułu sportowego przez ASD Inter Farmaci Verbania
- 2018: ASD Città di Verbania rozwiązano
- 2021: Associazione Sportiva Dilettantistica Verbania Calcio

Klub sportowy US Verbania został założony w miejscowości Verbania w 1932 roku. Początkowo zespół rozgrywał mecze towarzyskie, a potem dołączył do FIGC i w sezonie 1933/34 debiutował w rozgrywkach Terza Divisione Piemontese (D5). W sezonie 1935/36 jako trzeci poziom została wprowadzona Serie C, ale klub zrezygnował z dalszych występów. Po roku nieaktywności w 1936 klub z nazwą AC Intra startował w Prima Divisione Piemontese (D4). W 1939 klub zmienił nazwę na Verbania Sportiva. W sezonie 1939/40 zajął 6.miejsce w grupie A Prima Divisione Piemontese, ale potem z powodu II wojny światowej zawiesił działalność.
Po zakończeniu II wojny światowej, klub wznowił działalność w 1945 roku i został zakwalifikowany do Prima Divisione Piemontese. W 1946 otrzymał promocję do Serie C. W 1948 roku w wyniku reorganizacji systemu lig został zdegradowany do Promozione Nord. W 1952 po kolejnej reorganizacji systemu lig klub pozostał w czwartej lidze, zwanej IV Serie. W 1957 liga zmieniła nazwę na Campionato Interregionale - Seconda Categoria. W 1958 roku zespół spadł do Campionato Dilettanti (D5). W sezonie 1958/59 zajął 6.miejsce w grupie A Campionato Dilettanti Piemonte-Valle d'Aosta i został promowany do Serie D.
11 lipca 1959 roku po długich negocjacjach odbyła się fuzja pomiędzy Verbania Sportiva i Società Sportiva Libertas Pallanza, w wyniku czego oficjalnie narodziła się Verbania Calcio. W sezonie 1959/60 zespół startował w Prima Categoria Piemonte-Valle d'Aosta (D5). W 1965 zespół otrzymał promocję do Serie D, a w następnym roku do Serie C. W 1972 klub zmienił nazwę na AC Verbania, a w 1973 spadł do Serie D, po czym znów zmienił nazwę, tym razem na AC Verbania Calcio, a w 1974 spadł do Promozione Piemonte-Valle d'Aosta. Przed rozpoczęciem sezonu 1978/79 Serie C została podzielona na dwie dywizje: Serie C1 i Serie C2, wskutek czego poziom Promozione został obniżony do szóstego stopnia. W 1988 zespół awansował do Campionato Interregionale, a w 1991 został zdegradowany do Eccellenza Piemonte-Valle d'Aosta, która w 1996 została przemianowana na Campionato Nazionale Dilettanti. W 1999 klub otrzymał promocję do Serie D. Jednak w 2003 wrócił do szóstej ligi, zwanej ponownie Eccellenza, po czym klub przyjął nazwę ASD Calcio Verbania. W sezonie 2005/06 zajął 15.miejsce w grupie A Eccellenza Piemonte-Valle d'Aosta i został zdegradowany do Promozione. W 2006 roku klub ogłosił upadłość.
Latem 2006 powstał nowy klub o nazwie ASD Amici del Verbania, który przejął cały majątek zlikwidowanego klubu i startował w sezonie 2006/07 w Promozione Piemonte-Valle d'Aosta. W 2008 klub przywrócił nazwę ASD Calcio Verbania, a w 2010 otrzymał promocję do Eccellenza Piemonte-Valle d'Aosta. W 2011 klub zmienił nazwę na SSD Verbania Calcio 1959, a w 2012 awansował do Serie D. W 2014 spadł do Eccellenza Piemonte-Valle d'Aosta. Przed rozpoczęciem sezonu 2014/15 wprowadzono reformę systemy lig, wskutek czego Eccellenza awansowała na piąty poziom. W sezonie 2015 klub został zdegradowany do Promozione Piemonte-Valle d'Aosta, a w 2016 do Prima Categoria Piemonte-Valle d'Aosta, ale potem zaprzestał wszelkiej działalności, chociaż pozostał jednak stowarzyszonym z FIGC do 2018 roku.
Latem 2016 roku ASDC Virtus Verbania (dawniej Virtus Cusio), przeniósł swoją siedzibę z San Maurizio d'Opaglio do Madonna del Sasso, zmienił nazwę na ASD Calcio Verbania i startował w rozgrywkach Serie D, spadając po zakończeniu sezonu 2016/17 do Eccellenza Piemonte-Valle d'Aosta. 
W 2017 roku inny miejski klub ASD Inter Farmaci Verbania uzyskał prawo do używania symbolu rozwiązanego SSD Verbania Calcio 1959 i zmienił nazwę na ASD Città di Verbania, po czym startował w mistrzostwach Promozione Piemonte-Valle d'Aosta, awansując do Eccellenza. Zatem w sezonie 2017/18 istniały dwa kluby, które twierdziły, że kontynuują tę samą sportową tradycję. Ale następnie z powodu problemów ekonomicznych klub ASD Città di Verbania zrzekł się rejestracji w mistrzostwach Eccellenza i został rozwiązany.
W sezonie 2018/19 klub ASD Calcio Verbania jako jedyny następca historycznego klubu zwyciężył w grupie A Eccellenza Piemonte-Valle d'Aosta i awansował do Serie D. W sezonie 2019/20 zajął przedostatnie 17.miejsce w grupie A Serie D i spadł z powrotem do Eccellenza.

## Barwy klubowe, strój
|  |  |  |  |

Klub ma barwy biało-niebiesko-żółto-czerwone. Zawodnicy domowe spotkania zazwyczaj grają w białych koszulkach z trzema wąskimi pasami poziomymi o kolorze niebieskim, żółtym i czerwonym na piersi, białych spodenkach oraz białych getrach.

## Sukcesy

### Trofea międzynarodowe
Nie uczestniczył w rozgrywkach europejskich (stan na 31-05-2020).

### Trofea krajowe
| \| \| Zdobyte trofea w rozgrywkach Włoch (stan na: 31-08-2020) \| |                                                          |      |          |
| Rozgrywki                                                         | Osiągnięcie                                              | Razy | Sezon(y) |
| · Mistrzostwo                                                     | I miejsce                                                | 0    |          |
| · Mistrzostwo                                                     | II miejsce                                               | 0    |          |
| · Mistrzostwo                                                     | III miejsce                                              | 0    |          |
| · Puchar                                                          | zdobywca                                                 | 0    |          |
| · Puchar                                                          | finalista                                                | 0    |          |
| II liga                                                           | I miejsce                                                | 0    |          |
| II liga                                                           | II miejsce                                               | 0    |          |
| II liga                                                           | III miejsce                                              | 0    |          |
| Włochy                                                            | Zdobyte trofea w rozgrywkach Włoch (stan na: 31-08-2020) |      |          |

- Serie C (D3):
  - 4.miejsce (1x): 1946/47 (C)

## Struktura klubu

### Stadion
Klub piłkarski rozgrywał swoje mecze domowe na Stadio Carlo Pedroli w mieście Verbania o pojemności 3 tys. widzów.

### Derby
- Accademia Borgomanero 1961
- La Biellese
- HSL Derthona
- Juventus Domo
- Novara Calcio
- Varese Calcio